# Пудловка (Новосанжарский район)

Пудловка (укр. Пудлівка) — село,
Руденковский сельский совет,
Новосанжарский район,
Полтавская область,
Украина.
Код КОАТУУ — 5323485504. Население по переписи 2001 года составляло 99 человек.

## Географическое положение
Село Пудловка находится между сёлами Марьяновка и Руденковка (0,5 км).
Рядом проходит железная дорога, станция Новые Санжары в 1-м км.